# Akrotiri
Akrotiri (anglicky Western Sovereign Base Area) je západní část zámořského území Spojeného království Akrotiri a Dekelia. Nachází na jižním pobřeží Kypru na Akrotirském poloostrově mezi Episkopským a Akrotirským zálivem jihozápadně od Limassolu a zabírá také na severní pobřeží Episkopského zálivu. Na západě, severu a východě hraničí s Kyperskou republikou.
Na území se nachází letecká základna britských ozbrojených sil RAF Akrotiri, správní střediska zámořského území Episkopi, distrikt vesnice Akrotiri a části distriktů dalších jedenácti vesnic. Severně od vesnice Akrotiri se nachází Limassolské slané jezero. Správní středisko v Episkopi slouží správě celého území Akrotiri a Dekelia.
Ač se jedná o vojenskou oblast, z větší časti je veřejnosti přístupná a nachází se v ní také několik turistických lákadel.
Nachází se zde také významné starořecké archeologické naleziště Kourion.